# 特伦克尔斯贝格
特伦克尔斯贝格是德国巴伐利亚州的一个市镇。总面积1.94平方公里，总人口1757人，其中男性876人，女性881人（2011年12月31日），人口密度906人/平方公里。